# Carrsville (Virginie)
 (mars 2025).
Pour l’article homonyme, voir Carrsville (Kentucky).
Carrsville est une census-designated place située dans le comté d'Isle of Wight, dans l’État de Virginie, aux États-Unis. Lors du recensement de 2020, elle comptait 346 habitants.